# Arzano (Nápoles)

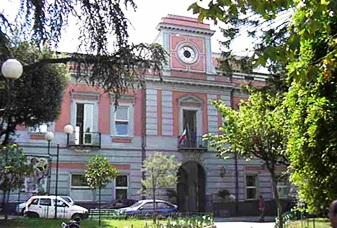
Sede del Ayuntamiento

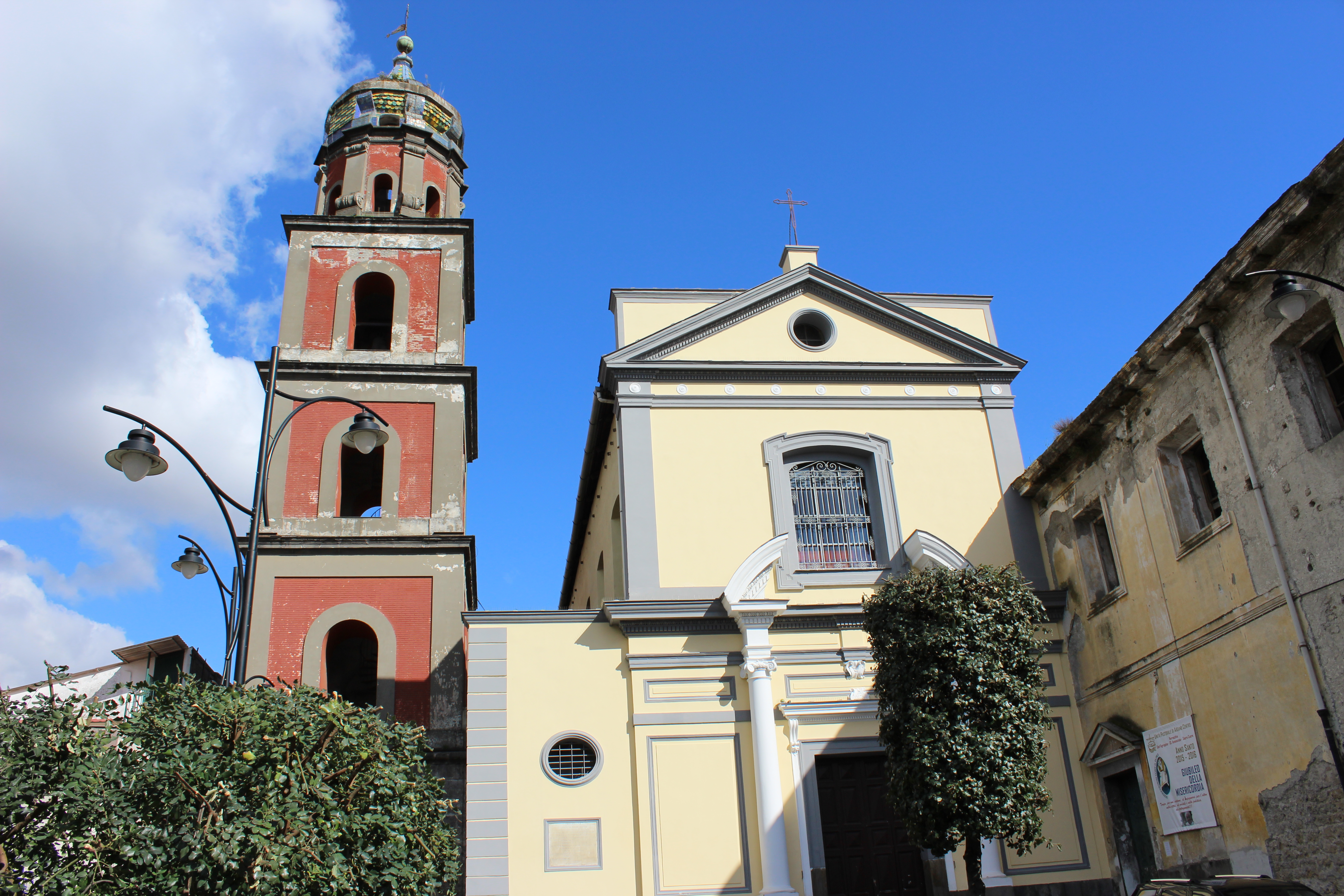
Iglesia de San Agripino

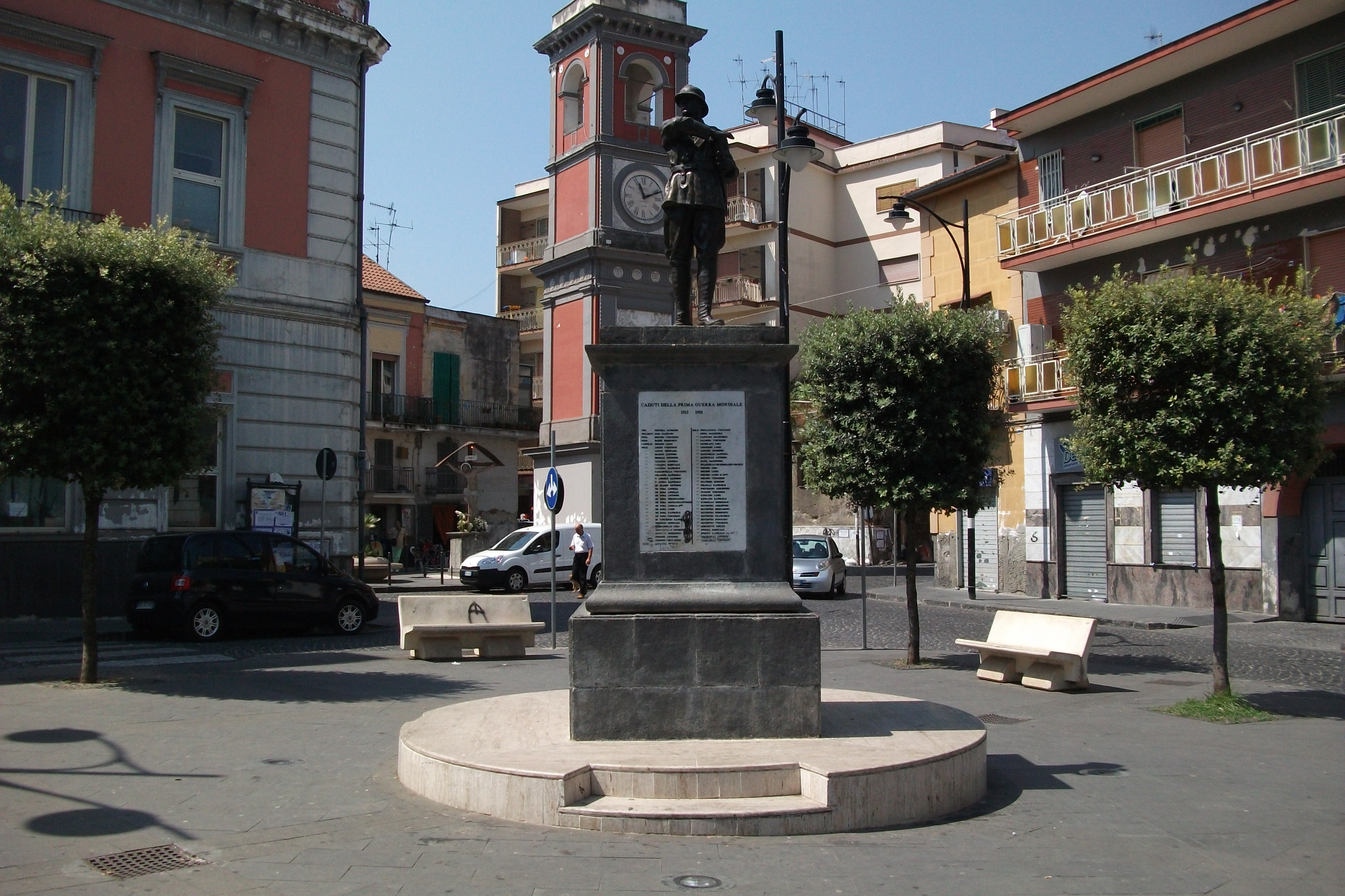
Monumento al Soldado Desconocido

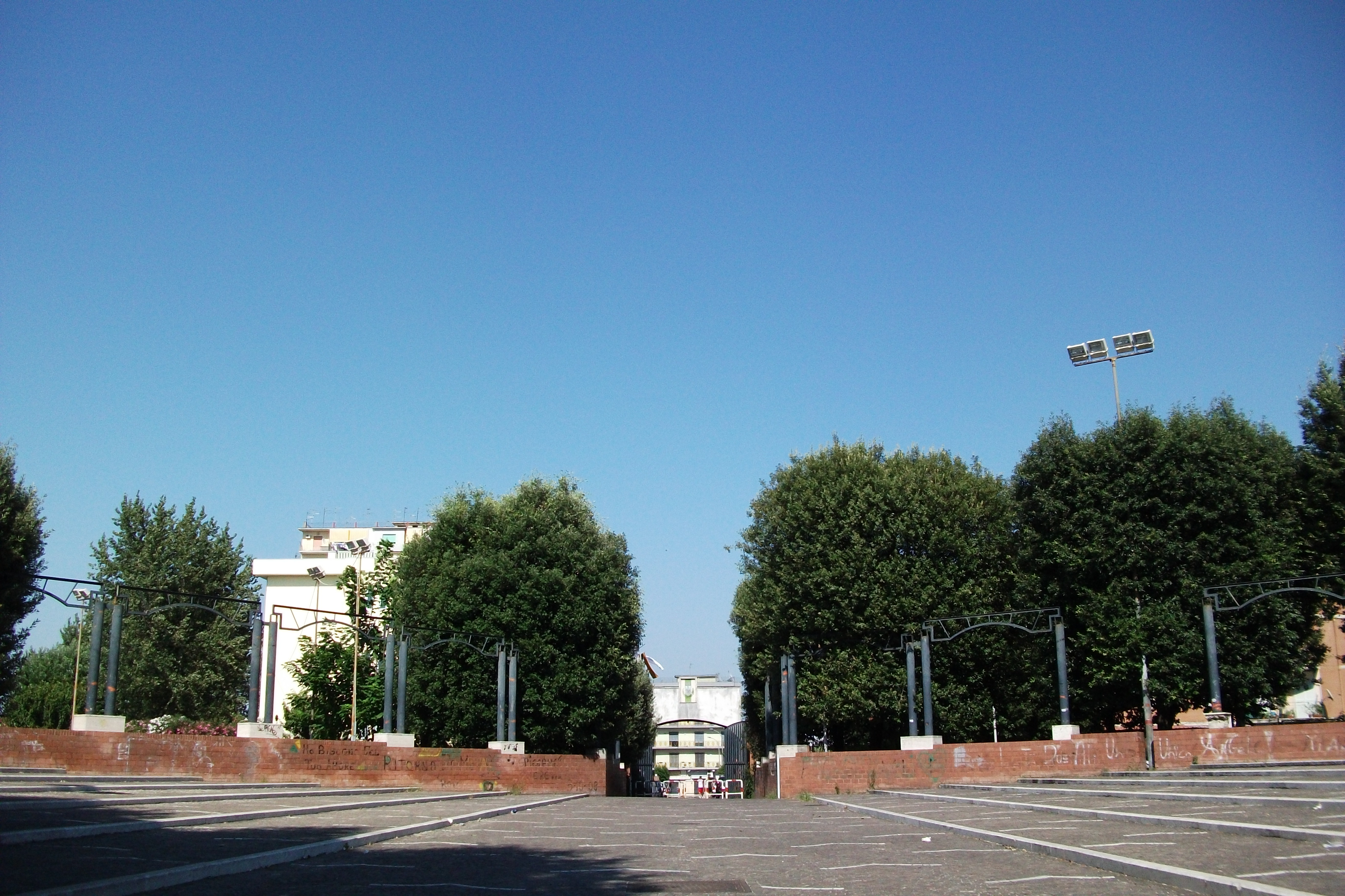
Parque urbano

Arzano es un municipio italiano localizado en la ciudad metropolitana de Nápoles, región de Campania. Se ubica a 9 km al norte de Nápoles. Según los datos del 31 de diciembre de 2016, tenía una población de 34.560 habitantes en un área de 4,71 km².
Arzano limita con las siguientes comunas: Casandrino, Casavatore, Casoria, Frattamaggiore, Grumo Nevano y Nápoles.

## Evolución demográfica
| Gráfica de evolución demográfica de Arzano entre 1861 y 2011 |
|                                                              |
| Fuente ISTAT - elaboración gráfica de Wikipedia              |

## Economía
Arzano es actualmente uno de los centros industriales más importantes de la Campania. Aquí están presentes grandes industrias de los sectores metalúrgicos, de las telecomunicaciones y del textil, y sobre todo, de la fabricación de zapatos. Pero sobresale el rubro de la producción de papel, sobre todo para uso higiénico, sanitario y alimentario.
En el ámbito agropecuario se destaca el cultivo de cannabis para la fabricación de cáñamo, con el que se confeccionan diferentes tipos de vestimentas.

## Deporte
Muy conocido a nivel internacional, es el equipo femenino de voleibol, Original Marines Arzano. La temporada 2005/06 jugó en la serie A1 (primera categoría) pero descendió a la categoría A2.
El equipo de fútbol, el Arzanese, actualmente compite en la Prima Categoria (7° nivel). En la década de los 70 y 80, el equipo participó en los interregionales, actual C2. En febrero de 2006, el Arzanese perdió la final de la copa Italia regional contra el Ippogrifo Sarnese por penales.
Arzano también posee tres equipos de baloncesto: la Nuova Pallacanestro Arzano, Nuovo Basket Arzano 2001 y Enjoy Basket Arzanese, y uno de rugby, Scuola Rugby Arzano.

## Personajes célebres
En la ciudad de Arzano son los siguientes personajes:
- Giuliano Figueras, ciclista profesional
- Vincenzo Tiberio (1869-1915), médico
- Flavio Piscopo, músico

## Hermanamientos
- Arzano, Francia
- Cléguer, Francia